# Алмідія (Пенсільванія)
Алмідія (англ. Almedia) — переписна місцевість (CDP) в США, в окрузі Колумбія штату Пенсільванія. Населення — 1040 осіб (2020).

## Географія
Алмідія розташована за координатами 41°0′51″ пн. ш. 76°23′5″ зх. д. / 41.01417° пн. ш. 76.38472° зх. д. (41.014286, -76.384604).  За даними Бюро перепису населення США в 2010 році переписна місцевість мала площу 2,01 км², з яких 1,48 км² — суходіл та 0,54 км² — водойми. В 2017 році площа становила 2,42 км², з яких 1,82 км² — суходіл та 0,60 км² — водойми.

## Демографія
Згідно з переписом 2010 року, у переписній місцевості мешкало 1078 осіб у 482 домогосподарствах у складі 323 родин. Густота населення становила 535 осіб/км².  Було 497 помешкань (247/км²).
Расовий склад населення:
| - 97,6 % — білих - 0,8 % — чорних або афроамериканців - 0,6 % — азіатів |

До двох чи більше рас належало 0,9 %. Частка іспаномовних становила 0,4 % від усіх жителів.
За віковим діапазоном населення розподілялося таким чином: 15,9 % — особи молодші 18 років, 59,6 % — особи у віці 18—64 років, 24,5 % — особи у віці 65 років та старші. Медіана віку мешканця становила 49,4 року. На 100 осіб жіночої статі у переписній місцевості припадало 92,5 чоловіків;  на 100 жінок у віці від 18 років та старших — 91,4 чоловіків також старших 18 років.
Середній дохід на одне домашнє господарство  становив 56 716 доларів США (медіана — 45 750), а середній дохід на одну сім'ю — 59 852 долари (медіана — 49 375). Медіана доходів становила 42 917 доларів для чоловіків та 35 958 доларів для жінок. За межею бідності перебувало 13,5 % осіб, у тому числі 15,1 % дітей у віці до 18 років та 18,9 % осіб у віці 65 років та старших.
Цивільне працевлаштоване населення становило 420 осіб. Основні галузі зайнятості: освіта, охорона здоров'я та соціальна допомога — 33,6 %, роздрібна торгівля — 14,5 %, виробництво — 14,0 %.